# Николич, Милан (музыкант)
Милан Нико́лич (серб. Милан Николић; род. 2 июля 1979, Ягодина) — сербский гармонист, совместно с Марко Коном выступивший на Евровидения-2009 в Москве с песней «Ципела».

## Биография

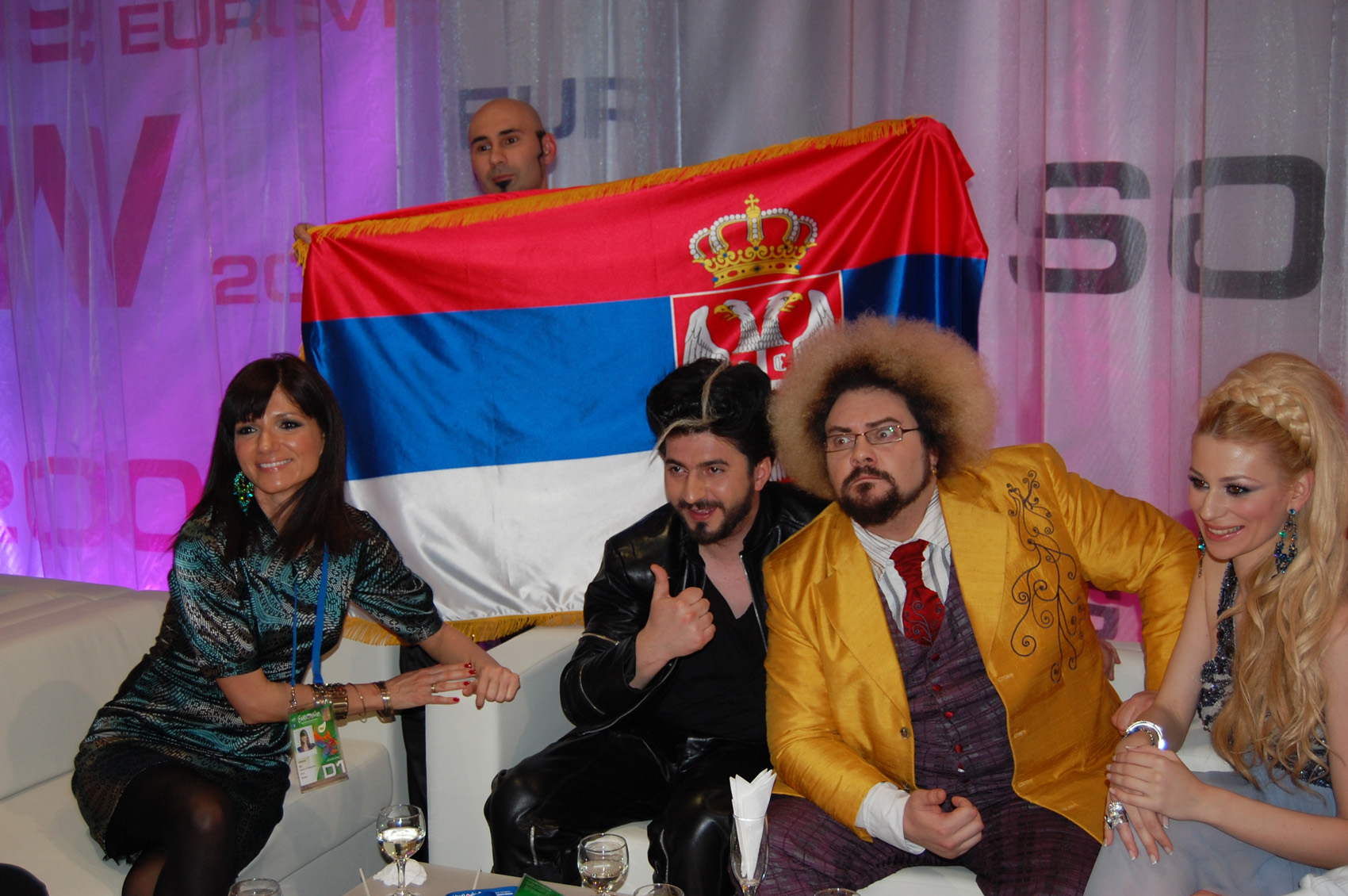
Милан Николич (слева) на Евровидение-2009

Родился 2 июля 1979 года в Ягодине. Начал играть на гармонике в возрасте 7 лет. Окончил начальную школу в Свильянцу и музыкальную академию в Париже. В 2001 году завоевал приз лучшему инструменталисту, а в следующие 2 года его группа выигрывала приз лучшему национальному оркестру.